# Гельштейн Олександр Матвійович
Олександр Матвійович Гельштейн (нар. 24 грудня 1973, Харків) — український підприємець і футбольний функціонер. Президент футбольного клубу «Геліос» (Харків). Син Матвія Гельштейна — відомого в Харкові підприємця, колишнього віце-президента ФК «Металіст» (Харків).
Закінчив факультет маркетингу і менеджменту Харківського національного університету імені В. Н. Каразіна за спеціальністю «Менеджер-маркетолог» у 1996 році.
2002 року створив футбольний клуб «Геліос» (Харків), що в 2005—2018 роках виступав у першій лізі чемпіонату України. Олександр Гельштейн володіє, зокрема, торговою маркою «Геліос-феєрверк», що розповсюджує піротехніку й має низку представництв по всій Україні, та центром відпочинку «Геліос» у Харкові.